# NGC 725
NGC 725 (również PGC 6950) – galaktyka spiralna (Sc), znajdująca się w gwiazdozbiorze Wieloryba. Odkrył ją Francis Leavenworth 9 listopada 1885 roku.